# 33595 Jiwoolee
33595 Jiwoolee è un asteroide della fascia principale. Scoperto nel 1999, presenta un'orbita caratterizzata da un semiasse maggiore pari a 2,4713387 UA e da un'eccentricità di 0,1015017, inclinata di 0,83889° rispetto all'eclittica.